# 和春
和春（わしゅん、ホチュン、? ‐ 1860年）は、清の軍人。字は雨亭。
満州正黄旗人。ヘシェリ氏（hešeri hala、赫舎里氏）。太平天国との戦いにあたり、江南提督に任命される。1855年の夏から秋にかけて太平天国軍に連勝し、廬州の奪回に成功した。1856年、太平天国軍の第一次江南大営攻略で欽差大臣の向栄が死亡すると和春がその職を引き継いだ。1858年2月から江南大営を再建し、太平天国の都の天京を再び包囲した。しかし1860年閏3月、太平天国軍は第二次江南大営攻略を行い、江南大営は破壊され、和春と江南提督張国樑は鎮江、ついで丹陽に退いた。丹陽で張国樑は戦死し、和春は常州に転戦したが負傷し、無錫で死亡した。